# شيميزو كو
شيميزو كو (باليابانية: 清水区) هو حي في اليابان، يقع في شيزوكا، شيزوكا، وشيزوكا، بلغ عدد سكانه 234,351 نسمة وذلك حسب إحصائيات سنة 2018، تبلغ مساحته 265.09 كيلومتر مربع.

## أعلام
- ريوتا أوشيما
- غو أويوا
- تومونوبو هاياكاوا
- توشييا فوجيتا
- سوزو هيروسه